# Corey L. Brewer
Corey Lavelle Brewer (West Memphis, Arkansas, 2. siječnja 1975.) je bivši američki profesionalni košarkaš. Igrao je na poziciji razigravača.

## Karijera
Karijeru je započeo na koledžu Navarro Junior, nastavio na CASC-u, a onda odlazi na sveučilište Oklahoma. Bio je član američke košarkaške reprezentacije koja je 1997. na Svjetskom U-22 prvenstvu uzela zlatnu medalju. Ukupno je za reprezentaciju odigrao 6 utakmica, a prosječno je postizao 8 poena, 2.5 skokova, 1.3 asistencije i 2.3 ukradene lopte.
Brewer je izabran u 2. krugu (51. ukupno) NBA drafta 1997. od strane Miami Heata. Sezonu 1998./99. proveo je Continental Basketball Association, igrajući za Grand Rapids Hoopse. 29. rujna 1999. potpisao je s Miami Heatom, ali je mjesec dana kasnije otpušten iz kluba bez da je odigrao jednu NBA utakmicu. 
Odlazi u Europu i potpisuje za talijanskog drugoligaša Fila Biellu. Odlazi u španjolsku ACB liga|ACB ligu i igra za CB Sevillu, a potom i za CB Estudiantes. Potom se natrag vratio u Italiju gdje je igrao za Caffè Maxim Bolognu, a poslije je bio član grčkog Arisa i belgijskog Spirou Charleroia. Sezonu 2007./2008. proveo je u hrvatskom Zadru, gdje je osvojio naslov hrvatske A-1 lige. Prosječno je za Zadar postizao 15.7 poena, 4.1 skoka i 3.4 asistencije. U sezoni 2008./2009 prvo je bio član latvijske ASK Rige, a u prijelaznom roku natrag se vraća u španjolski Estudiantes. 

## Vanjske poveznice
- Profil na NLB.com
- Profil na ESPN.com